# Canal+ Liga 2
Canal+ Liga 2 fue un canal de televisión español de pago, propiedad de Canal+ y exclusivo de dicha plataforma, dedicado a retransmitir cinco partidos por jornada de la Liga BBVA 2011-12. En 2015, Telefónica recuperó el canal para emitir, en exclusiva a través de Movistar+, los once partidos de cada jornada de la temporada 2015-16 de la Liga Adelante.

## Programación

### 2011/12
| Campeonato       | Partidos por jornada |
| ---------------- | -------------------- |
| Primera División | 5/10 (Jornada)       |

### 2015/16

#### Competiciones
| Campeonato       | Partidos por jornada |
| ---------------- | -------------------- |
| Segunda División | 11/11 (Jornada)      |

#### Programas
| Nombre              | Temática                                                                    |
| ------------------- | --------------------------------------------------------------------------- |
| El Día del Fútbol 2 | Programas con las previas y el postpartido, emitidos durante la jornada.    |
| Planta Segunda      | Programa de análisis previo y de resumen de la jornada, emitido los martes. |